# イノウエタカシ
イノウエタカシ（TAKASHI,いのうえ たかし、1980年5月19日-）は日本のJ-POPミュージシャン。東京都世田谷区生まれ。桐朋学園短期大学演劇専攻科卒業。

## 来歴
- 2004年 - 【流星】というユニットで音楽活動を始め、年間100本を越えるライブ活動を行う
- 2005年 - 　[星も凍る夜]＆[雨]のシングル2枚同時リリースパーティーを原宿RUIDOで行う。有線放送発行のMusic Pleasureでは特集も組まれる[要出典][1]
- 2006年 -エフエム小樽放送局の「インスパイア7」という番組でパーソナリティーを務め、同番組に使用された[STORY]という楽曲が、着うたサイトで配信[要出典]。プロレス団体『キングスロード』でのリングアナや、舞台『新撰組伝・夢章～最後の武士～』（別世界カンパニー）に主演として出演し役者活動も行う。
- 2011年 - Vlidge.kyuプロデュースによる曲に震災の復興を願って書いた歌詞でできた楽曲「スターダスト」が、着うたサイトmero.jpより配信。着うたフルと、ショートサイズの着うた、どちらも1位で3週間連続1位を獲得[要出典]。
- 2012年 - 日本テレビ系列「のどじまん ザ!ワールド」で優勝したクリス・ハートと、女性R＆Bシンガー、J.U.（ジェイウー）と、イノウエタカシの３人によるボーカルユニット『Triple Trip（トリプルトリップ）』を結成。1st シングルとなる「NEW WORLD」が着うたサイトmero.jp、レコチョク、iTunes、music.jpなどで、配信。
- 2013年4月 - かわさきＦＭ（79.1MHz）の「ロック音!!monday!!（18時00分～18時30分）」生放送の音楽番組にパーソナリティ兼DJとしてレギュラー出演中。
- 2014年11月 - 11/12発売の『Christmas Hearts』10曲目の「Happy Xmas (War Is Over)(Written by ジョン・レノン、オノ・ヨーコ)」にコーラスとして参加。